# Georgetown, Delaware
Georgetown este un oraș și sediul comitatului Sussex din statul Delaware al Statelor Unite ale Americii.